# Мусабаєв Ісак Курбанович
Ісак Курбанович Мусабаєв (узб. Ishoq Musaboyev; 22 жовтня 1910, Наукент, Російська імперія — 28 грудня 2003, Ташкент) — радянський і узбецький науковець, інфекціоніст.

## Біографія
Народився 22 жовтня 1910 року в Наукенті. У 1930 році вступив до Самаркандського медичного інституту, який закінчив у 1935 році. У процесі навчання в цьому інституті, показав найкращі результати і після закінчення був залишений адміністрацією і працював з 1935 по 1941 рік. У 1941 році в зв'язку з початком Другої світової війни був покликаний в армію і відправлений на фронт, де він воював аж до 1944 року. Після демобілізації повернувся в Самаркандський медичний інститут, де пропрацювавши з 1944 по 1949 рік, пішов на підвищення — з 1949 по 1951 рік завідував кафедрою інфекційних хвороб. У 1951 році вирішив пов'язати своє життя з Ташкентом і переїхав туди, де з 1951 по кінець 1980-х років завідував кафедрою Інституту удосконалення лікарів, одночасно з цим з 1962 по 1970 рік обіймав посаду заступника директора Ташкентського НДІ епідеміології, мікробіології та інфекційних хвороб. З кінця 1980-х — початку 1990-х років — на пенсії.
Помер 28 грудня 2003 року. Похований на кладовищі Ялангач-2 в Ташкенті.

## Наукові роботи
Основні наукові роботи присвячені медичної мікробіології. Автор 320 наукових робіт та 12 монографій.
- Описав маловідомі на той час інфекційні хвороби і їх лікування — аденовірусна інфекція, вірусний гастроентерит, геморагічна гарячка, лістеріоз, ку-гарячка, інфекційний мононуклеоз, орнітоз і лімфоцитарний хоріоменінгіт.
- Запропонував класифікацію клінічних форм вірусних гепатитів, шигельозу та холери.
- Уточнив характер порушень в організмі при грипі і кишкових інфекціях.

## Членство в товариствах
- 1961-91 — Член-кореспондент АМН СРСР.
- 1966-91 — Академік АН Узбецької РСР.

## Нагороди та премії
- Орден Знак Пошани.
- Орден Леніна.
- Орден Трудового Червоного Прапора (3-х кратний кавалер).